# Súlyosan veszélyeztetett növényfajok listája
Az alábbi a lista azokat az növényfajokat, illetve alfajokat tartalmazza, amelyek a Természetvédelmi Világszövetség Vörös Listáján a Súlyosan veszélyeztetett (Critically Endangered) besorolást kapták.
A lista a Vörös Lista 2010-es változatán alapszik. Eszerint 1577 növényfaj tartozik a „Súlyosan veszélyeztetett” kategóriába.

## Bryophyta

### Bryopsida

#### Bryales

##### Daltoniaceae
- Lepidopilum grevilleanum

##### Fabroniaceae
- Taxitheliella richardsii

##### Fissidentaceae
- Fissidens hydropogon

##### Hookeriaceae
- Brymela tutezona

##### Hypnobartlettiaceae
- Ochyraea tatrensis

##### Neckeraceae
- Neckeropsis pocsii
- Pinnatella limbata
- Thamnobryum angustifolium

##### Pterobryaceae
- Limbella fryei

#### Pottiales

##### Pottiaceae
- Ozobryum ogalalense
- Weissia multicapsularis

### Marchantiopsida

#### Jungermanniales

##### Lejeuneaceae
- Bryopteris gaudichaudii
- Drepanolejeunea senticosa
- Leptolejeunea tridentata
- Myriocolea irrorata
- Sphaerolejeunea umbilicata
- Spruceanthus theobromae

##### Lepidoziaceae
- Bazzania bhutanica
- Kurzia sinensis

##### Phycolepidoziaceae
- Phycolepidozia exigua

##### Plagiochilaceae
- Plagiochila wolframii

##### Schistochilaceae
- Schistochila undulatifolia

#### Metzgeriales

##### Vandiemeniaceae
- Vandiemenia ratkowskiana

## Lycopodiophyta

### Isoetopsida

#### Isoetales

##### Isoetaceae
- Isoetes sinensis
- Isoetes taiwanensis

### Lycopodiopsida

#### Lycopodiales

##### Lycopodiaceae
- Phlegmariurus nutans

## Polypodiophyta

### Polypodiopsida

#### Blechnales

##### Dryopteridaceae
- Ctenitis pallatangana
- Ctenitis squamigera
- Lastreopsis subrecedens

##### Lomariopsidaceae
- Elaphoglossum actinolepis
- Elaphoglossum angamarcanum
- Elaphoglossum bonapartii
- Elaphoglossum chodatii
- Elaphoglossum christii
- Elaphoglossum cladotrichium
- Elaphoglossum corazonense
- Elaphoglossum dimorphum
- Elaphoglossum gossypinum
- Elaphoglossum gracilipes
- Elaphoglossum jamesonii
- Elaphoglossum longissimum
- Elaphoglossum pellucidum
- Elaphoglossum polytrichum
- Elaphoglossum pteropodum
- Elaphoglossum sodiroi
- Elaphoglossum sprucei
- Elaphoglossum trichophorum

##### Thelypteridaceae
- Thelypteris bonapartii

##### Woodsiaceae
- Cystoathyrium chinense

#### Hymenophyllales

##### Hymenophyllaceae
- Hymenophyllum contractile
- Hymenophyllum helicoideum
- Hymenophyllum tenerum

#### Polypodiales

##### Polypodiaceae
- Melpomene brevipes
- Polypodium abitaguae

#### Pteridales

##### Pteridaceae
- Anogramma ascensionis
- Pteris adscensionis

## Rhodophyta

### Florideophyceae

#### Ceramiales

##### Delesseriaceae
- Myriogramme kylinii
- Phycodrina elegans

##### Rhodomelaceae
- Laurencia oppositocladia

#### Gracilariales

##### Gracilariaceae
- Gracilaria skottsbergii

#### Nemaliales

##### Galaxauraceae
- Galaxaura barbata

#### Nemastomatales

##### Schizymeniaceae
- Schizymenia ecuadoreana

## Tracheophyta

### Coniferopsida

#### Coniferales

##### Araucariaceae
- Araucaria angustifolia
- Araucaria nemorosa
- Wollemia nobilis

##### Cupressaceae
- Juniperus bermudiana
- Metasequoia glyptostroboides
- Thuja sutchuenensis
- Xanthocyparis vietnamensis

##### Pinaceae
- Abies beshanzuensis
- Abies nebrodensis
- Abies yuanbaoshanensis
- Abies ziyuanensis
- Picea martinezii
- Pinus squamata

##### Podocarpaceae
- Acmopyle sahniana
- Dacrydium guillauminii
- Podocarpus palawanensis
- Podocarpus perrieri

##### Taxaceae
- Amentotaxus formosana
- Taxus floridana
- Torreya taxifolia

### Cycadopsida

#### Cycadales

##### Cycadaceae
- Cycas beddomei
- Cycas chamaoensis
- Cycas debaoensis
- Cycas hongheensis
- Cycas sp. nov. 'fugax'
- Cycas szechuanenis
- Cycas tansachana

##### Zamiaceae
- Ceratozamia euryphyllidia
- Ceratozamia fusco-viridis
- Ceratozamia kuesteriana
- Ceratozamia norstogii
- Ceratozamia zaragozae
- Chigua bernalii
- Chigua restrepoi
- Dioon caputoi
- Encephalartos aemulans
- Encephalartos cerinus
- Encephalartos cupidus
- Encephalartos dolomiticus
- Encephalartos dyerianus
- Encephalartos equatorialis
- Encephalartos heenanii
- Encephalartos hirsutus
- Encephalartos inopinus
- Encephalartos laevifolius
- Encephalartos latifrons
- Encephalartos middelburgensis
- Encephalartos msinganus
- Encephalartos munchii
- Encephalartos pterogonus
- Microcycas calocoma
- Zamia amplifolia
- Zamia disodon
- Zamia hymenophyllidia
- Zamia inermis
- Zamia macrochiera
- Zamia montana
- Zamia monticola
- Zamia picta
- Zamia portoricensis
- Zamia prasina
- Zamia spartea
- Zamia urep
- Zamia vazquezii
- Zamia wallisii

### Liliopsida

#### Arales

##### Araceae
- Alocasia atropurpurea
- Alocasia sanderiana
- Alocasia sinuata
- Anthurium coerulescens
- Anthurium eggersii
- Anthurium linguifolium
- Anthurium tenuicaule
- Philodendron balaoanum
- Philodendron cruentospathum
- Philodendron nanegalense
- Philodendron pogonocaule
- Syngonium dodsonianum

#### Arecales

##### Palmae
- Acanthophoenix rubra
- Asterogyne yaracuyense
- Astrocaryum minus
- Attalea crassispatha
- Bactris nancibensis
- Balaka macrocarpa
- Beccariophoenix madagascariensis
- Calamus compsostachys
- Calamus obovoideus
- Calamus wailong
- Carpoxylon macrospermum
- Ceroxylon sasaimae
- Coccothrinax borhidiana
- Cryosophila cookii
- Cryosophila grayumii
- Cyphophoenix nucele
- Cyphosperma tanga
- Drymophloeus samoensis
- Dypsis ambanjae
- Dypsis ambositrae
- Dypsis arenarum
- Dypsis canaliculata
- Dypsis canescens
- Dypsis ceracea
- Dypsis commersoniana
- Dypsis hovomantsina
- Dypsis ifanadianae
- Dypsis intermedia
- Dypsis interrupta
- Dypsis ligulata
- Dypsis mangorensis
- Dypsis nauseosa
- Dypsis nossibensis
- Dypsis oropedionis
- Dypsis ovobontsira
- Dypsis psammophila
- Dypsis saintelucei
- Dypsis singularis
- Hyophorbe amaricaulis
- Hyophorbe lagenicaulis
- Hyophorbe vaughanii
- Hyophorbe verschaffeltii
- Lavoixia macrocarpa
- Loxococcus rupicola
- Marojejya darianii
- Medemia argun
- Orania trispatha
- Pelagodoxa henryana
- Pinanga tashiroi
- Pritchardia affinis
- Pritchardia aylmer-robinsonii
- Pritchardia hardyi
- Pritchardia kaalae
- Pritchardia limahuliensis
- Pritchardia munroi
- Pritchardia napaliensis
- Pritchardia schattaueri
- Pritchardia viscosa
- Pritchardiopsis jeanneneyi
- Pseudophoenix ekmanii
- Pseudophoenix lediniana
- Ravenea moorei
- Tectiphiala ferox
- Thrinax ekmaniana
- Voanioala gerardii

#### Bromeliales

##### Bromeliaceae
- Guzmania lepidota
- Guzmania poortmanii
- Guzmania striata
- Pitcairnia elliptica
- Puya compacta
- Puya exigua
- Tillandsia dyeriana

#### Commelinales

##### Xyridaceae
- Xyris andina

#### Cyclanthales

##### Cyclanthaceae
- Asplundia clementinae
- Asplundia lutea

#### Cyperales

##### Cyperaceae
- Carex lepida
- Carex tessellata
- Cyperus microcristatus
- Cyperus multifolius
- Hypolytrum subcompositus

##### Gramineae
- Andropogon benthamianus
- Cenchrus agrimonioides
- Stipa tulcanensis

#### Liliales

##### Alliaceae
- Allium rouyi

##### Aloaceae
- Aloe boscawenii
- Aloe classenii
- Aloe dorotheae
- Aloe flexilifolia
- Aloe helenae
- Aloe leptosiphon
- Aloe pembana
- Aloe pillansii
- Aloe suzannae

##### Alstroemeriaceae
- Bomarea angustifolia
- Bomarea goniocaulon
- Bomarea graminifolia
- Bomarea hartwegii
- Bomarea longipes

##### Anthericaceae
- Chlorophytum petrophilum

##### Asteliaceae
- Astelia waialealae

##### Hyacinthaceae
- Brimeura duvigneaudii
- Scilla morrisii

#### Orchidales

##### Burmanniaceae
- Afrothismia baerae
- Afrothismia pachyantha
- Afrothismia winkleri
- Oxygyne triandra

##### Orchidaceae
- Amesiella monticola
- Ascoglossum calopterum
- Bulbophyllum filiforme
- Bulbophyllum kupense
- Ceratocentron fesselii
- Cypripedium fargesii
- Cypripedium henryi
- Cypripedium smithii
- Cypripedium wumengense
- Cypripedium yunnanense
- Dendrobium huoshanense
- Dendrobium officinale
- Dendrobium schuetzei
- Diplandrorchis sinica
- Gastrochilus calceolaris
- Gastrodia africana
- Genyorchis platybulbon
- Habenaria maitlandii
- Holopogon gaudissartii
- Liparis goodyeroides
- Ossiculum aurantiacum
- Paphiopedilum adductum
- Paphiopedilum emersonii
- Paphiopedilum fowliei
- Paphiopedilum tigrinum
- Paphiopedilum urbanianum
- Phalaenopsis hainanensis
- Phalaenopsis micholitzii
- Polystachya kupensis
- Polystachya victoriae

#### Pandanales

##### Pandanaceae
- Pandanus carmichaelii
- Pandanus microcarpus
- Pandanus palustris
- Pandanus pyramidalis
- Pandanus verecundus

#### Triuridales

##### Triuridaceae
- Kupea martinetugei

#### Zingerberales

##### Marantaceae
- Calathea dodsonii
- Calathea petersenii

### Magnoliopsida

#### Apiales

##### Araliaceae
- Dendropanax cordifolius
- Dendropanax filipes
- Dendropanax grandiflorus
- Dendropanax grandis
- Dendropanax hondurensis
- Dendropanax oligodontus
- Gastonia lionnetii
- Gastonia mauritiana
- Gastonia rodriguesiana
- Megalopanax rex
- Merrilliopanax chinensis
- Meryta brachypoda
- Meryta salicifolia
- Munroidendron racemosum
- Oreopanax lehmannii
- Oreopanax lempiranus
- Osmoxylon mariannense
- Polyscias aemiliguineae
- Polyscias gracilis
- Polyscias neraudiana
- Polyscias paniculata
- Polyscias tahitensis
- Schefflera kuchingensis
- Schefflera marlipoensis
- Schefflera parvifoliolata
- Schefflera rubriflora
- Tetraplasandra gymnocarpa

##### Umbelliferae
- Apium bermejoi
- Bupleurum dianthifolium
- Bupleurum elatum
- Bupleurum kakiskalae
- Carum foetidum
- Horstrissea dolinicola
- Ligusticum huteri
- Naufraga balearica
- Niphogeton sprucei

#### Aristolochiales

##### Aristolochiaceae
- Aristolochia utriformis
- Aristolochia westlandii
- Pararistolochia preussii

#### Asterales

##### Compositae
- Achyrocline glandulosa
- Achyrocline mollis
- Aetheolaena hypoleuca
- Aetheolaena ledifolia
- Aetheolaena pichinchensis
- Anthemis glaberrima
- Argyroxiphium kauense
- Aster quitensis
- Baccharis aretioides
- Baccharis fusca
- Bidens simplicifolia
- Bidens wiebkei
- Calendula maritima
- Centaurea akamantis
- Centaurodendron dracaenoides
- Centaurodendron palmiforme
- Cheirolophus crassifolius
- Commidendrum spurium
- Cylindrocline commersonii
- Dasphyllum lehmannii
- Dendroseris berteriana
- Dendroseris gigantea
- Dendroseris litoralis
- Dendroseris macrantha
- Dendroseris macrophylla
- Dendroseris marginata
- Dendroseris micrantha
- Dendroseris neriifolia
- Dendroseris pinnata
- Dendroseris pruinata
- Dendroseris regia
- Dicoma pretoriensis
- Egletes humifusa
- Elaphandra retroflexa
- Erigeron adscendens
- Faujasiopsis reticulata
- Femeniasia balearica
- Fitchia cordata
- Gazania thermalis
- Gnaphalium sodiroi
- Helichrysum melitense
- Hesperomannia arborescens
- Hesperomannia arbuscula
- Hesperomannia lydgatei
- Hieracium debile
- Hieracium lucidum
- Lachanodes arborea
- Lamyropsis microcephala
- Mikania andrei
- Mikania iserniana
- Mikania jamesonii
- Mikania seemannii
- Mikania stereolepis
- Mikania tafallana
- Monactis dubia
- Monarrhenus salicifolius
- Pladaroxylon leucadendron
- Psiadia cataractae
- Scalesia atractyloides
- Scalesia divisa
- Senecio alboranicus
- Senecio lamarckianus
- Talamancalia putcalensis
- Viguiera media
- Wedelia oxylepis

#### Campanulales

##### Campanulaceae
- Brighamia insignis
- Brighamia rockii
- Burmeistera asplundii
- Burmeistera rubrosepala
- Centropogon albostellatus
- Centropogon brachysiphoniatus
- Centropogon cazaletii
- Centropogon pilalensis
- Centropogon solisii
- Centropogon uncinatus
- Clermontia pyrularia
- Clermontia samuelii
- Cyanea acuminata
- Cyanea asarifolia
- Cyanea asplenifolia
- Cyanea calycina
- Cyanea copelandii
- Cyanea crispa
- Cyanea dunbariae
- Cyanea eleeleensis
- Cyanea gibsonii
- Cyanea glabra
- Cyanea hamatiflora
- Cyanea horrida
- Cyanea procera
- Cyanea stictophylla
- Cyanea st-johnii
- Lobelia monostachya
- Siphocampylus loxensis
- Siphocampylus uncipes
- Wahlenbergia linifolia

#### Capparales

##### Capparaceae
- Cadaba insularis
- Capparis mirifica
- Capparis panamensis
- Podandrogyne trichopus
- Steriphoma urbani

##### Cruciferae
- Aethionema retsina
- Arabis kennedyae
- Biscutella rotgesii
- Diplotaxis siettiana
- Draba ecuadoriana
- Draba violacea
- Erysimum kykkoticum

#### Caryophyllales

##### Aizoaceae
- Delosperma macellum
- Khadia beswickii

##### Amaranthaceae
- Achyranthes mutica
- Amaranthus brownii

##### Cactaceae
- Acharagma aguirreanum
- Cipocereus pusilliflorus
- Coleocephalocereus purpureus
- Coryphantha vogtherriana
- Echinocactus grusonii
- Leptocereus quadricostatus
- Mammillaria albiflora
- Mammillaria anniana
- Mammillaria berkiana
- Mammillaria guelzowiana
- Mammillaria herrerae
- Mammillaria marcosii
- Mammillaria sanchez-mejoradae
- Mammillaria schwarzii
- Melocactus conoideus
- Melocactus deinacanthus
- Melocactus glaucescens
- Micranthocereus streckeri
- Opuntia chaffeyi
- Pilosocereus azulensis
- Turbinicarpus alonsoi
- Turbinicarpus gielsdorfianus
- Turbinicarpus hoferi
- Turbinicarpus mandragora
- Turbinicarpus swobodae
- Uebelmannia buiningii

##### Caryophyllaceae
- Alsinidendron lychnoides
- Alsinidendron obovatum
- Alsinidendron trinerve
- Alsinidendron viscosum
- Arenaria bolosii
- Arenaria nevadensis
- Arenaria radians
- Minuartia dirphya
- Saponaria jagelii
- Schiedea adamantis
- Schiedea kaalae
- Silene gazulensis
- Silene hicesiae

##### Chenopodiaceae
- Atriplex plebeja
- Cremnophyton lanfrancoi

##### Nyctaginaceae
- Pisonia graciliscens

#### Celastrales

##### Aquifoliaceae
- Ilex cookii
- Ilex khasiana
- Ilex machilifolia
- Ilex maclurei
- Ilex perlata
- Ilex reticulata
- Ilex subtriflora
- Ilex williamsii

##### Celastraceae
- Bhesa nitidissima
- Bhesa sinica
- Cassine koordersii
- Euonymus pallidifolia
- Maytenus eggersii
- Maytenus harrisii
- Maytenus manabiensis
- Maytenus williamsii
- Platypterocarpus tanganyikensis
- Salacia fimbrisepala
- Tontelea hondurensis

##### Icacinaceae
- Pennantia baylisiana
- Urandra apicalis

#### Cornales

##### Cornaceae
- Nyssa yunnanensis
- Swida darvasica

##### Melanophyllaceae
- Melanophylla angustior
- Melanophylla perrieri

#### Dilleniales

##### Dilleniaceae
- Dillenia triquetra
- Schumacheria alnifolia

#### Dipsacales

##### Caprifoliaceae
- Lonicera karataviensis
- Viburnum divaricatum
- Viburnum hondurense
- Viburnum molinae
- Viburnum subpubescens

##### Valerianaceae
- Centranthus amazonum
- Centranthus trinervis

#### Ebenales

##### Ebenaceae
- Diospyros angulata
- Diospyros benstonei
- Diospyros chrysophyllos
- Diospyros egrettarum
- Diospyros hemiteles
- Diospyros katendei
- Diospyros lolinopsis
- Diospyros molissima
- Diospyros moonii
- Diospyros mun
- Diospyros nodosa
- Diospyros rheophytica
- Diospyros vaccinioides
- Diospyros veillonii
- Diospyros xolocotzii

##### Sapotaceae
- Aubregrinia taiensis
- Autranella congolensis
- Chrysophyllum claraense
- Chrysophyllum durifructum
- Chrysophyllum euryphyllum
- Chrysophyllum superbum
- Leptostylis goroensis
- Madhuca boerlageana
- Manilkara gonavensis
- Manilkara spectabilis
- Micropholis caudata
- Micropholis grandiflora
- Micropholis macrophylla
- Palaquium laevifolium
- Pouteria capacifolia
- Pouteria cinnamomea
- Pouteria espinae
- Pouteria euryphylla
- Pouteria gigantea
- Pouteria pachycalyx
- Pouteria pallens
- Pouteria polysepala
- Pouteria subsessilifolia
- Pradosia decipiens
- Pradosia verrucosa
- Sideroxylon retinerve
- Sideroxylon rubiginosum
- Synsepalum brenanii

##### Styracaceae
- Styrax portoricensis

##### Symplocaceae
- Symplocos molinae
- Symplocos versicolor

#### Ericales

##### Clethraceae
- Clethra coloradensis

##### Ericaceae
- Rhododendron wilhelminae

#### Euphorbiales

##### Buxaceae
- Buxus vahlii

##### Euphorbiaceae
- Acalypha ecuadorica
- Acalypha eggersii
- Acalypha raivavensis
- Agrostistachys hookeri
- Amanoa anomala
- Aporusa fusiformis
- Chaetocarpus pubescens
- Chamaesyce deppeana
- Chamaesyce eleanoriae
- Chamaesyce halemanui
- Chamaesyce herbstii
- Chamaesyce remyi
- Chamaesyce rockii
- Claoxylon linostachys
- Cleidion lemurum
- Cleistanthus major
- Cleistanthus robustus
- Croton lawianus
- Croton macrocarpus
- Croton vaughanii
- Crotonogyne impedita
- Ditaxis macrantha
- Drypetes riseleyi
- Drypetes tessmanniana
- Euphorbia alcicornis
- Euphorbia ankazobensis
- Euphorbia berorohae
- Euphorbia boinensis
- Euphorbia capmanambatoensis
- Euphorbia cap-saintemariensis
- Euphorbia francoisii
- Euphorbia geroldii
- Euphorbia iharanae
- Euphorbia kondoi
- Euphorbia labatii
- Euphorbia margalidiana
- Euphorbia millotii
- Euphorbia origanoides
- Euphorbia pachypodioides
- Euphorbia parvicyathophora
- Euphorbia pirahazo
- Euphorbia quitensis
- Euphorbia razafindratsirae
- Euphorbia robivelonae
- Euphorbia tanaensis
- Euphorbia tulearensis
- Flueggea elliptica
- Flueggea neowawraea
- Glochidion papenooense
- Hieronima crassistipula
- Koilodepas ferrugineum
- Macaranga raivavaeensis
- Mallotus smilaciformis
- Ostodes minor
- Phyllanthus caesiifolius
- Phyllanthus millei
- Phyllanthus nyale
- Phyllanthus revaughanii
- Podadenia thwaitesii
- Pseudoglochidion anamalayanum
- Sauropus assimilis
- Sauropus elegantissimus
- Sebastiania crenulata
- Sebastiania howardiana
- Tetrorchidium microphyllum
- Trigonostemon cherrieri
- Victorinia regina

#### Fabales

##### Leguminosae
- Acacia anegadensis
- Acacia belairioides
- Acacia mathuataensis
- Acacia roigii
- Albizia guillainii
- Albizia vaughanii
- Ammopiptanthus nanus
- Anthonotha leptorrhachis
- Astragalus cavanillesii
- Bauhinia paradisi
- Bauhinia seminarioi
- Browneopsis macrofoliolata
- Caesalpinia kavaiensis
- Canavalia molokaiensis
- Canavalia napaliensis
- Canavalia pubescens
- Chloroleucon tortum
- Chordospartium muritai
- Clitoria andrei
- Crudia bibundina
- Cynometra falcata
- Cynometra filifera
- Cynometra gillmanii
- Dalbergia intibucana
- Delonix velutina
- Dialium travancoricum
- Dimorphandra wilsonii
- Erythrina perrieri
- Erythrina tahitensis
- Gleditsia vestita
- Hymenostegia talbotii
- Inga enterolobioides
- Lonchocarpus molinae
- Lonchocarpus phaseolifolius
- Lonchocarpus sanctuarii
- Lonchocarpus trifolius
- Lonchocarpus yoroensis
- Medicago citrina
- Microberlinia bisulcata
- Monopetalanthus hedinii
- Neoharmsia baronii
- Newtonia camerunensis
- Ormocarpopsis itremoensis
- Ormocarpum klainei
- Orphanodendron bernalii
- Parkia parrii
- Phaseolus rimbachii
- Phylloxylon arenicola
- Phylloxylon phillipsonii
- Phylloxylon xiphoclada
- Plagiosiphon longitubus
- Platymiscium albertinae
- Serianthes nelsonii
- Serianthes rurutensis
- Swartzia oraria
- Talbotiella gentii
- Terua vallicola
- Vouacapoua americana
- Zornia vaughaniana

#### Fagales

##### Betulaceae
- Betula halophila
- Betula jarmolenkoana
- Betula kirghisorum
- Betula schugnanica
- Betula uber

##### Corylaceae
- Carpinus putoensis
- Ostrya rehderiana

##### Fagaceae
- Castanopsis catappaefolia
- Cyclobalanopsis repandifolia
- Nothofagus nuda
- Pasania formosana
- Quercus graciliformis
- Quercus hinckleyi
- Quercus hintonii
- Quercus tardifolia

#### Gentianales

##### Apocynaceae
- Anodendron rhinosporum
- Kibatalia longifolia
- Lepinia taitensis
- Mandevilla jamesonii
- Neisosperma thiollierei
- Ochrosia kilaueaensis
- Prestonia parvifolia
- Prestonia schumanniana
- Rauvolfia sachetiae
- Tabernaemontana apoda

##### Asclepiadaceae
- Cynanchum densiflorum
- Cynanchum serpyllifolium
- Cynanchum spruceanum
- Cynanchum velutinum
- Duvaliandra dioscoridis
- Goniostemma punctatum
- Matelea ecuadorensis
- Matelea orthoneura
- Matelea sprucei
- Metalepis gentryi
- Metalepis haughtii
- Metastelma anegadense
- Neoschumannia kamerunensis
- Pentastelma auritum

##### Gentianaceae
- Centaurium sebaeoides

##### Loganiaceae
- Geniostoma clavigerum
- Labordia cyrtandrae
- Strychnos tetragona

#### Geraniales

##### Geraniaceae
- Geranium antisanae
- Pelargonium insularis

##### Oxalidaceae
- Oxalis norlindiana

##### Tropaeolaceae
- Tropaeolum umbellatum

#### Hamamelidales

##### Hamamelidaceae
- Molinadendron hondurense

#### Lamiales

##### Boraginaceae
- Amsinckia marginata
- Anchusa crispa
- Cordia leslieae
- Cordia rupicola
- Cordia urticacea
- Cordia wagnerorum
- Echium acanthocarpum
- Echium handiense
- Gyrocaryum oppositifolium
- Solenanthus reverchonii
- Tournefortia obtusiflora

##### Labiatae
- Cuminia eriantha
- Cuminia fernandezia
- Hyptis argutifolia
- Hyptis diversifolia
- Phyllostegia kaalaensis
- Phyllostegia mollis
- Plectranthus dissitiflorus
- Salvia veneris

##### Verbenaceae
- Aegiphila glomerata
- Callicarpa ampla
- Citharexylum quitense
- Citharexylum svensonii
- Cornutia obovata
- Gmelina lignum-vitreum
- Holmskioldia gigas
- Stachytarpheta svensonii
- Tectona philippinensis
- Vitex yaundensis

#### Laurales

##### Hernandiaceae
- Hernandia cubensis
- Hernandia temarii

##### Lauraceae
- Actinodaphne cuspidata
- Actinodaphne lanata
- Aniba pedicellata
- Beilschmiedia penangiana
- Beilschmiedia preussii
- Cinnamomum kotoense
- Cinnamomum rivulorum
- Cinnamomum walaiwarense
- Cryptocarya elliptifolia
- Cryptocarya ferrarsii
- Dehaasia acuminata
- Dehaasia chatacea
- Dehaasia pugerensis
- Hexapora curtisii
- Litsea scortechinii
- Nectandra caudatoacuminata
- Nectandra debilis
- Nectandra minima
- Nectandra pulchra
- Nothaphoebe javanica
- Ocotea harrisii
- Ocotea lancilimba
- Ocotea pachypoda
- Pleurothyrium roberto-andinoi

##### Monimiaceae
- Hortonia angustifolia
- Mollinedia butleriana
- Mollinedia gilgiana
- Mollinedia lamprophylla
- Mollinedia ruae
- Tambourissa cocottensis
- Tambourissa pedicellata

#### Lecythidales

##### Lecythidaceae
- Cariniana kuhlmannii
- Cariniana penduliflora
- Couratari asterophora
- Couratari asterotricha
- Couratari prancei
- Eschweilera amplexifolia
- Eschweilera compressa
- Gustavia latifolia
- Gustavia longifuniculata
- Napoleonaea lutea
- Napoleonaea reptans

#### Linales

##### Linaceae
- Linum cratericola

#### Magnoliales

##### Annonaceae
- Alphonsea kingii
- Annona ecuadorensis
- Annona hystricoides
- Annona manabiensis
- Desmopsis dolichopetala
- Duguetia peruviana
- Fissistigma tungfangense
- Guatteria microcarpa
- Guatteria occidentalis
- Guatteria sodiroi
- Mezzettia herveyana
- Monodora hastipetala
- Orophea yunnanensis
- Polyalthia glabra
- Polyalthia hirtifolia
- Polyalthia lancilimba
- Popowia pauciflora
- Popowia velutina
- Rollinia helosioides
- Uvaria decidua
- Uvaria puguensis
- Xylopia amplexicaulis
- Xylopia lamarckii

##### Canellaceae
- Pleodendron macranthum

##### Magnoliaceae
- Magnolia cespedesii
- Magnolia espinalii
- Magnolia guatapensis
- Magnolia mahechae
- Magnolia omeiensis
- Magnolia wolfii
- Magnolia yarumalense
- Magnolia zenii
- Manglietia sinica

##### Myristicaceae
- Horsfieldia iryaghedhi
- Horsfieldia sessilifolia
- Iryanthera megistocarpa
- Myristica yunnanensis

#### Malvales

##### Bombacaceae
- Quararibea jefensis
- Quararibea santaritensis
- Quararibea yunckeri

##### Elaeocarpaceae
- Elaeocarpus bojeri
- Elaeocarpus gaussenii
- Elaeocarpus integrifolius
- Sloanea shankii

##### Malvaceae
- Abutilon eremitopetalum
- Abutilon menziesii
- Abutilon sandwicense
- Dicellostyles axillaris
- Hampea thespesioides
- Hibiscadelphus distans
- Hibiscadelphus giffardianus
- Hibiscadelphus hualalaiensis
- Hibiscadelphus woodii
- Hibiscus clayi
- Hibiscus fragilis
- Kokia drynarioides
- Kokia kauaiensis
- Wercklea flavovirens

##### Sarcolaenaceae
- Leptolaena delphinensis
- Leptolaena masoalensis
- Leptolaena raymondii
- Sarcolaena grandiflora
- Sarcolaena humbertiana
- Sarcolaena isaloensis

##### Sterculiaceae
- Byttneria minytricha
- Cola cecidiifolia
- Cola metallica
- Cola nigerica
- Cola praeacuta
- Dombeya acutangula
- Dombeya ledermannii
- Herrania laciniifolia
- Hildegardia populifolia
- Pterospermum kingtungense
- Pterospermum menglunense
- Pterospermum yunnanense
- Reevesia rotundifolia
- Trochetiopsis ebenus

##### Tiliaceae
- Carpodiptera mirabilis
- Craigia kwangsiensis

#### Myricales

##### Myricaceae
- Myrica rivas-martinezii

#### Myrtales

##### Combretaceae
- Combretum tenuipetiolatum
- Terminalia cherrieri

##### Lythraceae
- Sonneratia hainanensis
- Tetrataxis salicifolia

##### Melastomataceae
- Adelobotrys panamensis
- Astronidium floribundum
- Astronidium inflatum
- Astronidium kasiense
- Astronidium lepidotum
- Astronidium pallidiflorum
- Astronidium saulae
- Blakea granatensis
- Clidemia ecuadorensis
- Henriettea granularis
- Henriettea membranifolia
- Memecylon arnottianum
- Memecylon elegantulum
- Memecylon gardneri
- Memecylon myrtiforne
- Memecylon orbiculare
- Memecylon rhinophyllum
- Memecylon sisparense
- Meriania versicolor
- Miconia benoistii
- Miconia leandroides
- Miconia littlei
- Miconia longisetosa
- Miconia scabra
- Tessmannianthus carinatus

##### Myrtaceae
- Calycorectes schottianus
- Calyptranthes acutissima
- Calyptranthes arenicola
- Calyptranthes flavo-viridis
- Calyptranthes kiaerskovii
- Calyptranthes pozasiana
- Calyptranthes uniflora
- Eucalyptus recurva
- Eugenia aboukirensis
- Eugenia acutissima
- Eugenia albida
- Eugenia arianae
- Eugenia bojeri
- Eugenia camptophylla
- Eugenia coyolensis
- Eugenia crassipetala
- Eugenia gageana
- Eugenia gilgii
- Eugenia guayaquilensis
- Eugenia hanoverensis
- Eugenia hastilis
- Eugenia insignis
- Eugenia kameruniana
- Eugenia kellyana
- Eugenia klossii
- Eugenia lancetillae
- Eugenia polypora
- Eugenia rendlei
- Eugenia rheophytica
- Eugenia scalarinervis
- Eugenia singampattiana
- Eugenia vaughanii
- Eugenia woodburyana
- Meteoromyrtus wynaadensis
- Mitranthes macrophylla
- Myrcia paganii
- Myrtus claraensis
- Plinia rupestris
- Psidium sintenisii
- Syzygium ampliflorum
- Syzygium andamanicum
- Syzygium courtallense
- Syzygium cyclophyllum
- Syzygium guehoi
- Syzygium manii
- Syzygium palghatense
- Syzygium phaeophyllum
- Syzygium phyllyraeoides
- Syzygium sylvestre
- Syzygium travancoricum
- Xanthostemon glaucus

##### Thymelaeaceae
- Aquilaria crassna
- Daphnopsis occulta

#### Nepenthales

##### Nepenthaceae
- Nepenthes aristolochioides
- Nepenthes clipeata
- Nepenthes dubia
- Nepenthes lavicola
- Nepenthes macrophylla

##### Sarraceniaceae
- Sarracenia oreophila

#### Piperales

##### Piperaceae
- Peperomia albovittata
- Peperomia cordilimba
- Peperomia dauleana
- Peperomia glandulosa
- Peperomia guayaquilensis
- Peperomia leucorrhachis
- Peperomia litana
- Peperomia micromerioides
- Peperomia mitchelioides
- Peperomia parvilimba
- Peperomia peploides
- Peperomia petraea
- Peperomia pichinchae
- Peperomia pululaguana
- Peperomia stenostachya
- Peperomia tablahuasiana
- Piper angamarcanum
- Piper baezanum
- Piper bullatifolium
- Piper clathratum
- Piper entradense
- Piper eustylum
- Piper gualeanum
- Piper guayasanum
- Piper hydrolapathum
- Piper manabinum
- Piper mexiae
- Piper molliusculum
- Piper platylobum
- Piper poscitum
- Piper stipulosum
- Piper subnitidifolium
- Piper trachyphyllum
- Piper wibomii

#### Plumbaginales

##### Plumbaginaceae
- Limonium strictissimum

#### Podostemales

##### Podostemaceae
- Ledermanniella keayi
- Saxicolella marginalis

#### Polygalales

##### Malpighiaceae
- Malpighia proctorii
- Stigmaphyllon nudiflorum

##### Polygalaceae
- Polygala helenae
- Polygala quitensis
- Polygala sinisica
- Pteromonnina fosbergii

##### Vochysiaceae
- Vochysia aurifera

#### Polygonales

##### Polygonaceae
- Calligonum calcareum
- Calligonum triste
- Coccoloba cholutecensis
- Coccoloba lindaviana
- Coccoloba retirensis
- Polygonum toktogulicum

#### Primulales

##### Myrsinaceae
- Ardisia byrsonimae
- Ardisia etindensis
- Ardisia oligantha
- Ardisia schlechteri
- Badula crassa
- Badula platyphylla
- Badula reticulata
- Gentlea molinae
- Myrsine andersonii
- Myrsine brownii
- Myrsine hartii
- Myrsine longifolia
- Myrsine mezii
- Myrsine ronuiensis
- Parathesis eggersiana
- Rapanea ceylanica
- Rapanea seychellarum

##### Theophrastaceae
- Clavija parvula

#### Proteales

##### Proteaceae
- Helicia peltata
- Helicia polyosmoides
- Helicia subcordata
- Stenocarpus villosus

#### Rafflesiales

##### Rafflesiaceae
- Rafflesia magnifica

#### Ranunculales

##### Berberidaceae
- Berberis karkaralensis
- Berberis nilghiriensis

##### Menispermaceae
- Odontocarya perforata
- Triclisia macrophylla

##### Ranunculaceae
- Aquilegia barbaricina
- Aquilegia nuragica
- Consolida samia
- Delphinium caseyi

#### Rhamnales

##### Rhamnaceae
- Auerodendron pauciflorum
- Colubrina hondurensis
- Colubrina oppositifolia
- Gouania vitifolia
- Phylica polifolia
- Reynosia jamaicensis

#### Rhizophorales

##### Rhizophoraceae
- Cassipourea eketensis
- Cassipourea subcordata
- Cassipourea subsessilis

#### Rosales

##### Byblidaceae
- Byblis gigantea

##### Chrysobalanaceae
- Acioa cinerea
- Acioa dichotoma
- Acioa eketensis
- Couepia joaquinae
- Couepia scottmorii
- Dactyladenia johnstonei
- Dactyladenia mannii
- Licania chiriquiensis
- Magnistipula cuneatifolia

##### Connaraceae
- Connarus ecuadorensis
- Connarus popenoei

##### Cunoniaceae
- Weinmannia exigua
- Weinmannia tinctoria

##### Grossulariaceae
- Ribes malvifolium
- Ribes sardoum

##### Pittosporaceae
- Pittosporum brevispinum
- Pittosporum coriaceum
- Pittosporum raivavaeense
- Pittosporum tanianum
- Pittosporum viridulatum

##### Rosaceae
- Cercocarpus traskiae
- Crataegus darvasica
- Crataegus knorringiana
- Crataegus necopinata
- Prunus carolinae
- Prunus ernestii
- Pyrus korshinskyi
- Pyrus tadshikistanica
- Sibiraea tianschanica
- Sorbus decipiens
- Sorbus leptophylla
- Sorbus leyana
- Sorbus maderensis
- Sorbus parumlobata
- Sorbus wilmottiana

#### Rubiales

##### Rubiaceae
- Antirhea tomentosa
- Arachnothryx chimboracensis
- Belonophora ongensis
- Captaincookia margaretae
- Charpentiera densiflora
- Chassalia capitata
- Chassalia laikomensis
- Exostema orbiculatum
- Gaertnera hirtiflora
- Gaertnera longifolia
- Gaertnera truncata
- Gardenia anapetes
- Gardenia brighamii
- Gardenia candida
- Gardenia mannii
- Gardenia vitiensis
- Gonzalagunia bifida
- Gonzalagunia dodsonii
- Gonzalagunia mollis
- Guettarda longiflora
- Ixora johnsonii
- Keetia bakossii
- Ladenbergia rubiginosa
- Lasianthus rhinophyllus
- Machaonia woodburyana
- Manettia canescens
- Manettia holwayi
- Manettia nebulosa
- Nauclea gageana
- Oxyanthus okuensis
- Pavetta kupensis
- Pavetta rubentifolia
- Pentagonia orthoneura
- Pentagonia peruviana
- Portlandia albiflora
- Prismatomeris andamanica
- Psychotria bimbiensis
- Psychotria bryonicola
- Psychotria danceri
- Psychotria grantii
- Psychotria hanoverensis
- Psychotria minimicalyx
- Psychotria moliwensis
- Psychotria moseskemei
- Psychotria sodiroi
- Psychotria speciosa
- Psychotria tahitensis
- Psychotria trichocalyx
- Ramosmania rodriguesii
- Rondeletia cincta
- Simira standleyi
- Stelechantha arcuata
- Timonius jambosella
- Tricalysia erythrospora
- Uncaria thwaitesii
- Wendlandia andamanica

#### Salicales

##### Salicaceae
- Populus berkarensis
- Salix tarraconensis

#### Santalales

##### Olacaceae
- Olax psittacorum

##### Viscaceae
- Phoradendron aequatoris

#### Sapindales

##### Aceraceae
- Acer hainanense
- Acer leipoense

##### Anacardiaceae
- Buchanania barberi
- Comocladia parvifoliola
- Dracontomelon macrocarpum
- Mangifera campnospermoides
- Nothopegia aureo-fulva
- Nothopegia castanaefolia
- Poupartia borbonica
- Semecarpus ochracea
- Semecarpus pseudo-emarginata
- Sorindeia calantha

##### Burseraceae
- Canarium whitei

##### Meliaceae
- Aglaia densitricha
- Aglaia evansensis
- Aglaia gracilis
- Aglaia heterotricha
- Aglaia mackiana
- Aglaia malabarica
- Aglaia pleuropteris
- Aglaia unifolia
- Dysoxylum pachypodum
- Dysoxylum peerisi
- Guarea sprucei
- Trichilia florbranca
- Trichilia triacantha
- Walsura gardneri

##### Rutaceae
- Calodendrum eickii
- Citrus taiwanica
- Decazyx esparzae
- Glycosmis crassifolia
- Halfordia papuana
- Melicope fatuhivensis
- Melicope haupuensis
- Melicope knudsenii
- Melicope mucronulata
- Melicope quadrangularis
- Melicope zahlbruckneri
- Oxanthera undulata
- Ravenia swartziana
- Sarcomelicope glauca
- Spathelia coccinea
- Zanthoxylum heterophyllum

##### Sapindaceae
- Alectryon macrococcus
- Allophylus hispidus
- Cupania riopalenquensis
- Gongrospermum philippinense
- Guioa grandifoliola
- Guioa hospita
- Guioa palawanica
- Guioa parvifoliola
- Guioa reticulata
- Talisia bullata
- Zollingeria borneensis

##### Zygophyllaceae
- Zygophyllum bucharicum
- Zygophyllum darvasicum

#### Scrophulariales

##### Acanthaceae
- Barleria observatrix
- Brachystephanus kupeensis
- Carlowrightia ecuadoriana
- Championella sarcorrhiza
- Dicliptera dodsonii
- Psilanthele eggersii
- Sanchezia lampra

##### Bignoniaceae
- Amphitecna spathicalyx
- Chodanthus montecillensis
- Parmentiera morii

##### Buddlejaceae
- Buddleja formosana

##### Gesneriaceae
- Columnea asteroloma
- Columnea manabiana
- Columnea poortmannii
- Cyrtandra kaulantha
- Cyrtandra polyantha
- Diastema incisum
- Gasteranthus atratus
- Gasteranthus extinctus
- Monopyle paniculata

##### Myoporaceae
- Myoporum stokesii

##### Oleaceae
- Chionanthus fluminensis
- Chionanthus proctorii
- Chionanthus subsessilis
- Chionanthus tenuis
- Forestiera hondurensis
- Fraxinus hondurensis
- Linociera albidiflora

##### Scrophulariaceae
- Paulownia kawakamii

#### Solanales

##### Convolvulaceae
- Bonamia menziesii
- Convolvulus argyrothamnos

##### Solanaceae
- Cestrum tipocochense
- Mellissia begonifolia
- Nothocestrum breviflorum
- Nothocestrum peltatum
- Solanum dolichorhachis
- Solanum drymophilum
- Solanum lanuginosum
- Solanum ovum-fringillae
- Solanum semicoalitum

#### Theales

##### Actinidiaceae
- Saurauia bogoriensis
- Saurauia punduana

##### Asteropeiaceae
- Asteropeia amblyocarpa

##### Dipterocarpaceae
- Anisoptera curtisii
- Anisoptera megistocarpa
- Anisoptera reticulata
- Anisoptera scaphula
- Cotylelobium lewisianum
- Cotylelobium scabriusculum
- Dipterocarpus applanatus
- Dipterocarpus baudii
- Dipterocarpus bourdilloni
- Dipterocarpus chartaceus
- Dipterocarpus concavus
- Dipterocarpus coriaceus
- Dipterocarpus cornutus
- Dipterocarpus costulatus
- Dipterocarpus cuspidatus
- Dipterocarpus dyeri
- Dipterocarpus elongatus
- Dipterocarpus eurynchus
- Dipterocarpus fagineus
- Dipterocarpus fusiformis
- Dipterocarpus glabrigemmatus
- Dipterocarpus glandulosus
- Dipterocarpus globosus
- Dipterocarpus gracilis
- Dipterocarpus grandiflorus
- Dipterocarpus hasseltii
- Dipterocarpus hispidus
- Dipterocarpus insignis
- Dipterocarpus kerrii
- Dipterocarpus kunstleri
- Dipterocarpus lamellatus
- Dipterocarpus littoralis
- Dipterocarpus lowii
- Dipterocarpus perakensis
- Dipterocarpus rigidus
- Dipterocarpus rotundifolius
- Dipterocarpus semivestitus
- Dipterocarpus tempehes
- Dipterocarpus turbinatus
- Dipterocarpus validus
- Dryobalanops aromatica
- Dryobalanops fusca
- Dryobalanops keithii
- Hopea acuminata
- Hopea aequalis
- Hopea apiculata
- Hopea bancana
- Hopea basilanica
- Hopea beccariana
- Hopea bilitonensis
- Hopea brachyptera
- Hopea brevipetiolaris
- Hopea cagayanensis
- Hopea chinensis
- Hopea cordata
- Hopea coriacea
- Hopea depressinerva
- Hopea enicosanthoides
- Hopea erosa
- Hopea ferruginea
- Hopea glaucescens
- Hopea hainanensis
- Hopea helferi
- Hopea hongayanensis
- Hopea inexpectata
- Hopea jacobi
- Hopea johorensis
- Hopea kerangasensis
- Hopea latifolia
- Hopea longirostrata
- Hopea malibato
- Hopea mengerawan
- Hopea micrantha
- Hopea mindanensis
- Hopea mollissima
- Hopea montana
- Hopea nervosa
- Hopea nigra
- Hopea nutans
- Hopea ovoidea
- Hopea pentanervia
- Hopea philippinensis
- Hopea plagata
- Hopea polyalthioides
- Hopea pubescens
- Hopea quisumbingiana
- Hopea reticulata
- Hopea samarensis
- Hopea sangal
- Hopea semicuneata
- Hopea siamensis
- Hopea sphaerocarpa
- Hopea subalata
- Hopea sublanceolata
- Hopea sulcata
- Hopea tenuivervula
- Hopea thorelii
- Hopea wyatt-smithii
- Parashorea aptera
- Parashorea lucida
- Parashorea macrophylla
- Parashorea malaanonan
- Parashorea stellata
- Shorea acuminata
- Shorea acuminatissima
- Shorea acuta
- Shorea almon
- Shorea asahii
- Shorea astylosa
- Shorea bakoensis
- Shorea balangeran
- Shorea blumutensis
- Shorea bullata
- Shorea carapae
- Shorea chaiana
- Shorea collina
- Shorea congestiflora
- Shorea conica
- Shorea contorta
- Shorea cordata
- Shorea cordifolia
- Shorea dealbata
- Shorea dispar
- Shorea elliptica
- Shorea falcata
- Shorea falciferoides
- Shorea farinosa
- Shorea flaviflora
- Shorea flemmichii
- Shorea foraminifera
- Shorea foxworthyi
- Shorea gardneri
- Shorea geniculata
- Shorea gibbosa
- Shorea guiso
- Shorea hopeifolia
- Shorea hypochra
- Shorea hypoleuca
- Shorea iliasii
- Shorea inaequilateralis
- Shorea inappendiculata
- Shorea induplicata
- Shorea isoptera
- Shorea johorensis
- Shorea kuantanensis
- Shorea kudatensis
- Shorea kunstleri
- Shorea ladiana
- Shorea lamellata
- Shorea laxa
- Shorea lepidota
- Shorea leptoderma
- Shorea lissophylla
- Shorea longiflora
- Shorea longisperma
- Shorea lumutensis
- Shorea lunduensis
- Shorea macrantha
- Shorea macrobalanos
- Shorea malibato
- Shorea materialis
- Shorea megistophylla
- Shorea micans
- Shorea montigena
- Shorea mujongensis
- Shorea myrionerva
- Shorea negrosensis
- Shorea oblongifolia
- Shorea obovoidea
- Shorea ochrophloia
- Shorea ovalifolia
- Shorea pachyphylla
- Shorea palembanica
- Shorea pallescens
- Shorea pallidifolia
- Shorea palosapis
- Shorea peltata
- Shorea platycarpa
- Shorea polyandra
- Shorea polysperma
- Shorea praestans
- Shorea pubistyla
- Shorea resinosa
- Shorea revoluta
- Shorea richetia
- Shorea rotundifolia
- Shorea rubella
- Shorea rugosa
- Shorea sagittata
- Shorea selanica
- Shorea seminis
- Shorea singkawang
- Shorea slootenii
- Shorea smithiana
- Shorea stipularis
- Shorea subcylindrica
- Shorea sumatrana
- Shorea superba
- Shorea symingtonii
- Shorea tenuiramulosa
- Shorea thorelii
- Shorea trapezifolia
- Shorea waltoni
- Shorea xanthophylla
- Shorea zeylanica
- Stemonoporus affinis
- Stemonoporus canaliculatus
- Stemonoporus elegans
- Stemonoporus gilimalensis
- Stemonoporus gracilis
- Stemonoporus lanceolatus
- Stemonoporus lancifolius
- Stemonoporus latisepalus
- Stemonoporus marginalis
- Stemonoporus moonii
- Stemonoporus nitidus
- Stemonoporus petiolaris
- Vateria indica
- Vateria macrocarpa
- Vateriopsis seychellarum
- Vatica affinis
- Vatica bella
- Vatica brevipes
- Vatica cauliflora
- Vatica chartacea
- Vatica chinensis
- Vatica compressa
- Vatica congesta
- Vatica coriacea
- Vatica cuspidata
- Vatica diospyroides
- Vatica elliptica
- Vatica flavida
- Vatica flavovirens
- Vatica globosa
- Vatica guangxiensis
- Vatica havilandii
- Vatica heteroptera
- Vatica hullettii
- Vatica lanceaefolia
- Vatica lobata
- Vatica maingayi
- Vatica obovata
- Vatica pachyphylla
- Vatica parvifolia
- Vatica pentandra
- Vatica ridleyana
- Vatica rotata
- Vatica rynchocarpa
- Vatica sarawakensis
- Vatica scortechinii
- Vatica soepadmoi
- Vatica teysmanniana
- Vatica venulosa
- Vatica xishuangbannaensis

##### Guttiferae
- Bonnetia ptariensis
- Calophyllum acutiputamen
- Calophyllum cuneifolium
- Garcinia cadelliana
- Hypericum hartwegii
- Mesua manii
- Mesua stylosa
- Poeciloneuron pauciflorum
- Tovomita aequatoriensis

##### Medusagynaceae
- Medusagyne oppositifolia

##### Ochnaceae
- Ochna rufescens
- Ouratea elegans

##### Theaceae
- Euryodendron excelsum
- Freziera euryoides
- Freziera forerorum
- Freziera inaequilatera
- Freziera roraimensis
- Freziera stuebelii
- Freziera subintegrifolia
- Freziera uniauriculata
- Freziera varibrateata
- Gordonia curtyana
- Ternstroemia bullata
- Ternstroemia glomerata
- Ternstroemia granulata
- Ternstroemia landae
- Ternstroemia luquillensis
- Ternstroemia subsessilis

#### Urticales

##### Moraceae
- Ficus angladei
- Ficus faulkneriana
- Ficus lateriflora
- Maillardia pendula
- Perebea glabrifolia
- Pseudolmedia manabiensis
- Trilepisium gymnandrum

##### Ulmaceae
- Ulmus gaussenii
- Zelkova sicula

##### Urticaceae
- Debregeasia ceylanica
- Neraudia ovata
- Pilea cataractae
- Pilea laevicaulis
- Pilea pollicaris
- Pilea selbyanorum
- Urera kaalae

#### Violales

##### Begoniaceae
- Begonia asympeltata
- Begonia pelargoniiflora
- Begonia salaziensis

##### Flacourtiaceae
- Banara vanderbiltii
- Casearia mauritiana
- Casearia williamsiana
- Xylosma capillipes
- Xylosma crenatum
- Xylosma grossecrenatum
- Xylosma pachyphyllum
- Xylosma peltatum
- Xylosma pininsulare

##### Hoplestigmataceae
- Hoplestigma pierreanum

##### Loasaceae
- Nasa ferox

##### Violaceae
- Gloeospermum boreale
- Rinorea marginata
- Rinorea maximiliani
- Viola ucriana